# Neuwied
Neuwied é uma cidade da Alemanha capital do distrito de Neuwied, estado da Renânia-Palatinado.

## Geografia
Neuwied situa-se na margem direita do rio Reno, a 12 km a noroeste de Koblenz, na ferrovia que vai de Frankfurt am Main até Colônia.

## História
Neuwied fui fundada pelo Conde Frederico de Wied em 1653, perto da vila de Langendorf, que foi destruída com a Guerra dos Trinta Anos, e rapidamente cresceu em virtude da tolerância de todos os grupos religiosos então existentes no local. A maioria dos que se refugiavam ali eram Morávios.
Em abril de 1797, os franceses, comandados pelo General Louis Lazare Hoche, detiveram os austríacos próximo de Neuwied, o que consistiu em seu primeiro grande sucesso na guerra revolucionária francesa.
Neuwied foi o local de nascimento de Guilherme de Wied (também chamado William) que se tornaria rei da Albânia em 1914. Entre seus filhos ilustres está também o príncipe Maximilian zu Wied-Neuwied nascido a 23 de setembro de 1782 e que esteve no Brasil no início do século XIX estudando a flora, a fauna e as populações indígenas, da região do Rio Doce, então habitada pelos nativos que os europeus chamavam de botocudos devido o costume de alargarem os lábios inferiores. O Príncipe esteve no ano de 1817 no Arraial da Conquista, atualmente a cidade de Vitória da Conquista, convivendo com os índios Mongoiós e Pataxós. Conheceu inclusive o Capitão-Mor João Gonçalves da Costa, o sertanista português fundador desta cidade. No seu livro Viagem ao Brasil, o Príncipe faz o mais completo relato que se tem hoje da fauna, flora e costumes daquele ano, desta região da Bahia.

## Administração política
A cidade possui 13 bairros: Altwied, Block, Engers, Feldkirchen, Gladbach, Heddesdorf, Heimbach-Weis, Innenstadt, Irlich, Niederbieber-Segendorf, Oberbieber, Rodenbach e Torney. O maior deles é Heimbach-Weis com aproximadamente 8000 habitantes.
Em junho de 2004 houve eleição para o parlamento municipal local sendo empossados representantes dos seguintes partidos: CDU (22), SPD (17), FWG (4), Grüne (3), FDP (2). O prefeito de Neuwied é o social-democrata Nicolaus Roth.

## Ver também

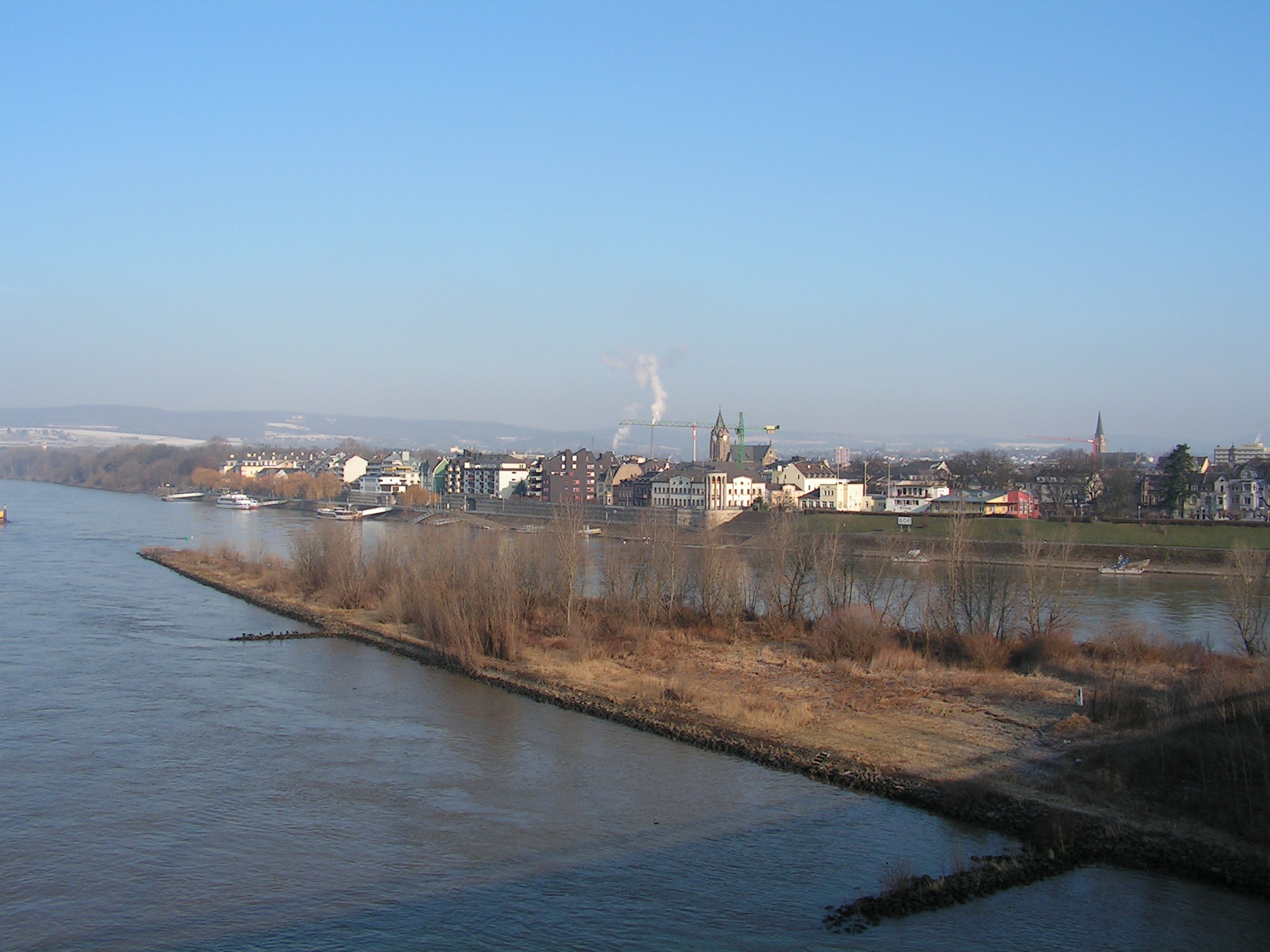
Neuwied vista do rio Reno
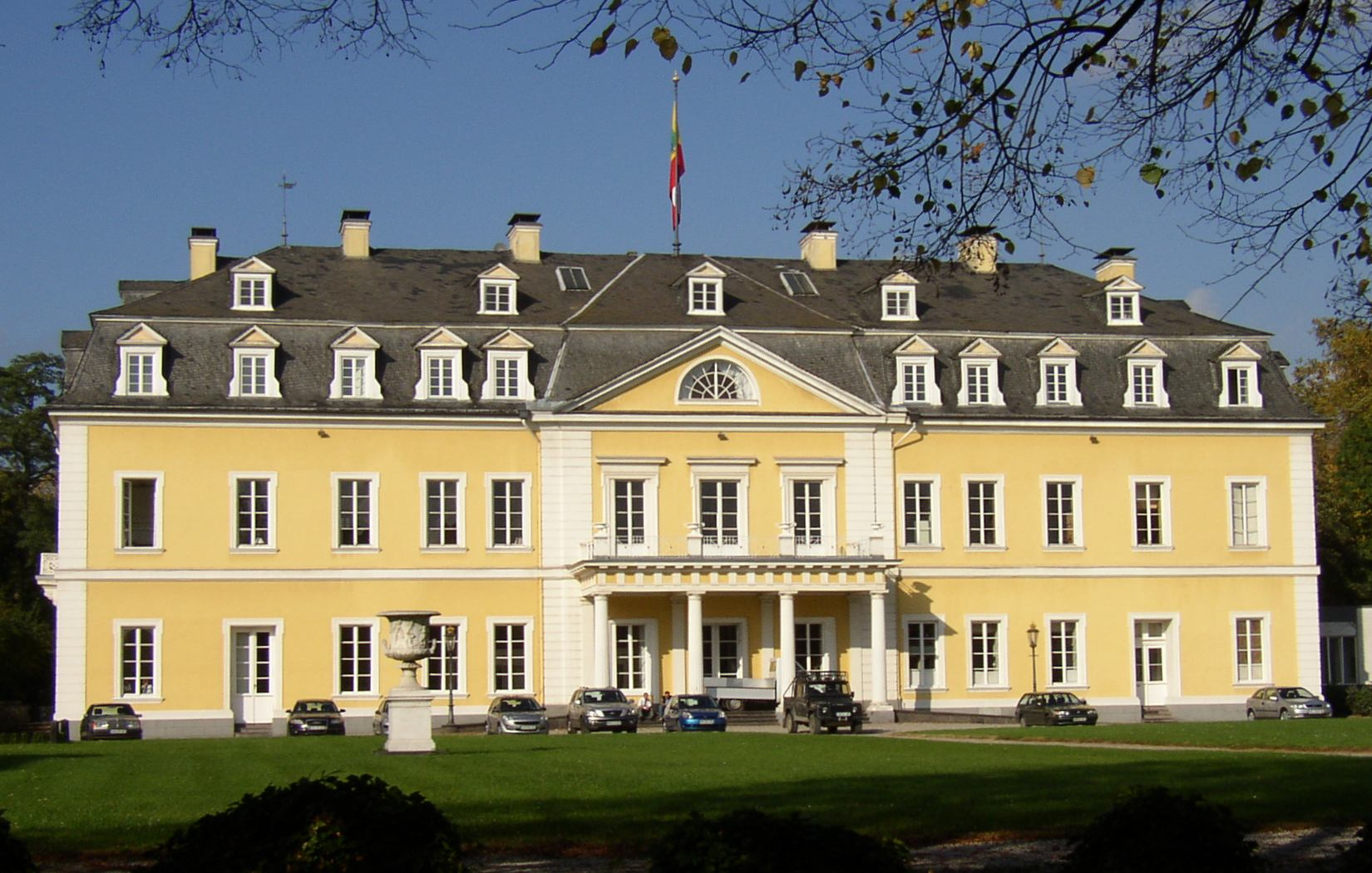
Palácio de Neuwied
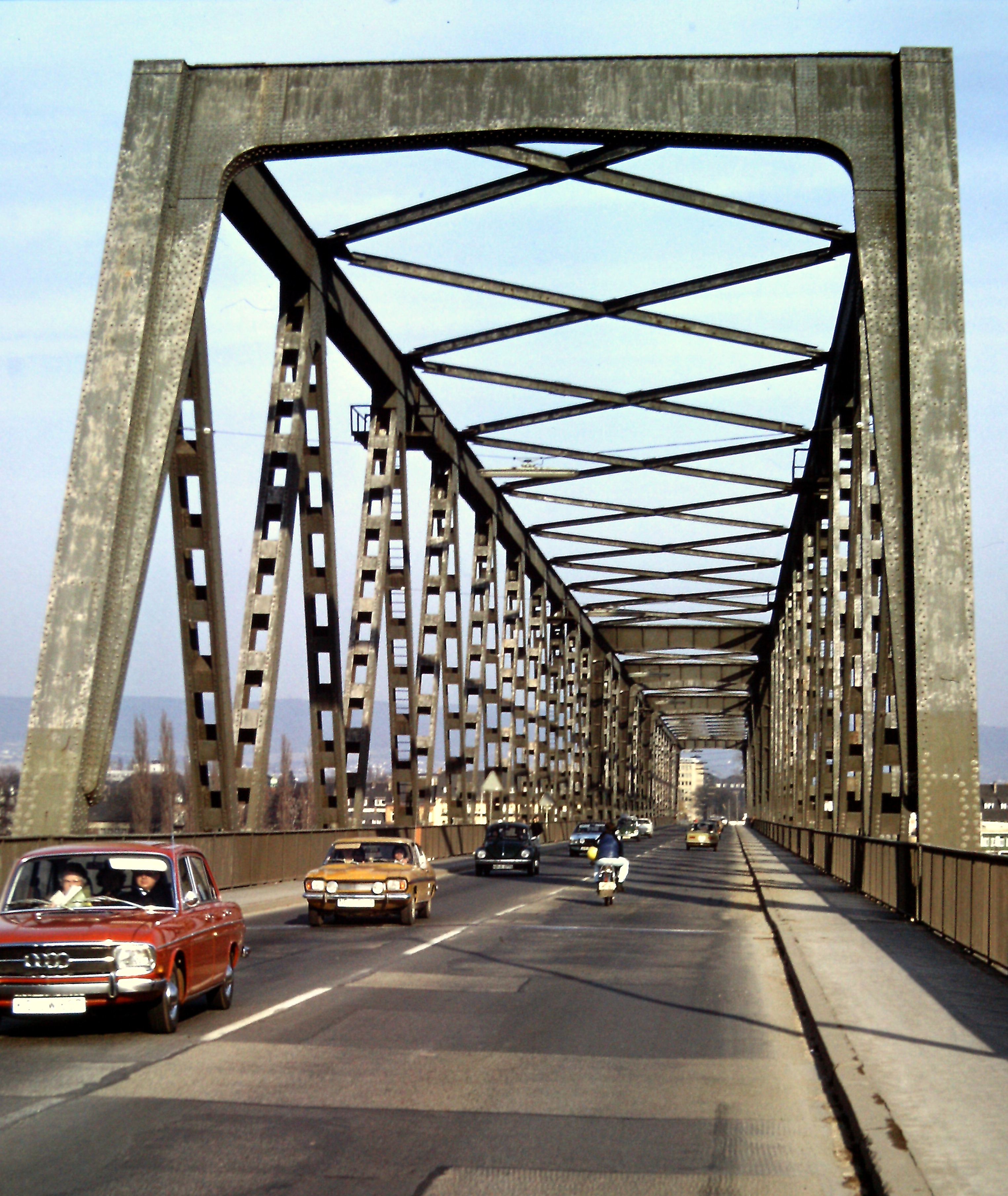
Antiga ponte, 1975
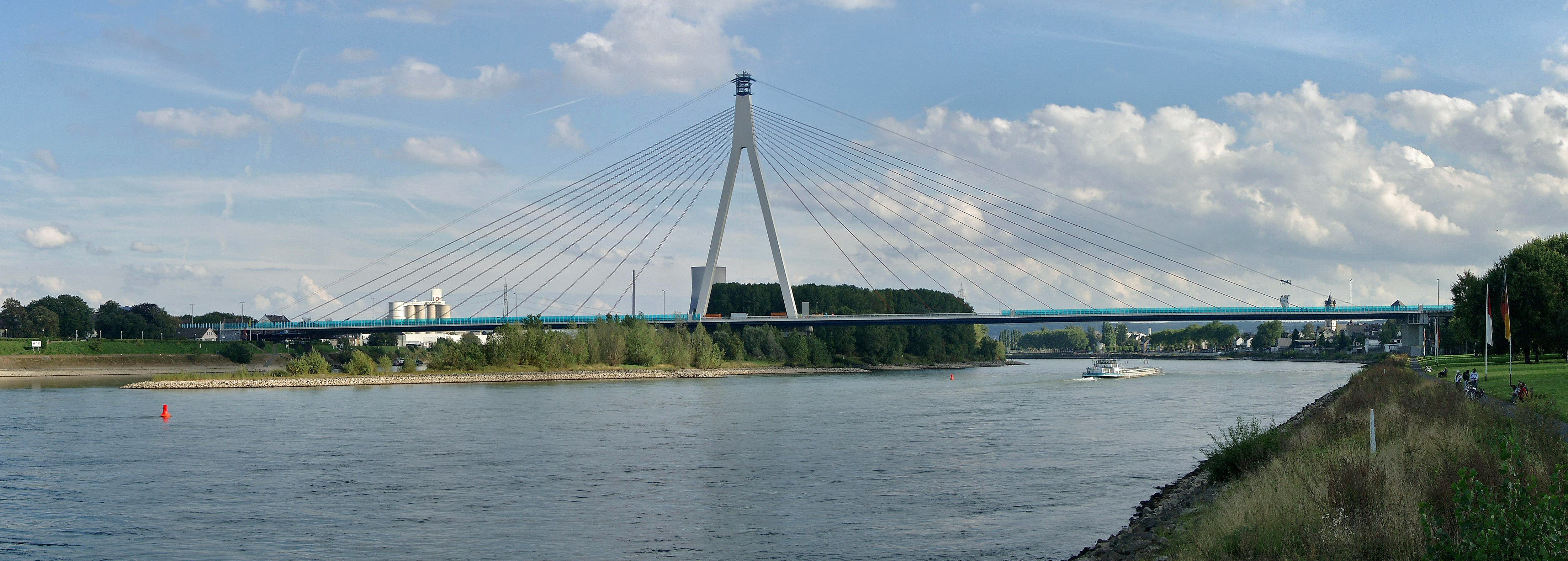
Nova ponte, 2004